# Anisha Vekemans
Anisha Vekemans (Lommel, 17 augustus 1991) is een Belgisch voormalig wielrenster.
In 2009 werd ze Belgisch kampioen tijdrijden bij de dames junioren in Saint-Ghislain.
Ze won in 2015 de vierde rit van de Trophée d'Or. In 2016 reed ze met de Belgische nationale selectie in de Tsjechische rittenkoers Gracia Orlová; ze werd tweede in de tweede rit en zevende in het eindklassement. Met haar ploeg Lotto Soudal Ladies werd ze tweede in de ploegentijdrit van de Giro del Trentino Alto Adige-Südtirol, op slechts vier seconden achter Rabo-Liv. Ze kwam uit voor België tijdens de Olympische Zomerspelen 2016 in Rio de Janeiro, waar ze eindigde als 29e in de wegwedstrijd.
Vekemans reed vanaf 2010 vier jaar voor Topsport Vlaanderen, vanaf 2014 drie jaar voor Lotto Soudal Ladies, vervolgens twee jaar bij Alé Cipollini en in 2019 voor Doltcini-Van Eyck Sport, waarna ze haar carrière beëindigde.

## Palmares
2009
- Belgisch kampioen tijdrijden, junioren

2010
- 10e in Chrono des Nations

2014
- Antwerps provinciaal kampioenschap tijdrijden

2015
- 4e etappe Trophée d'Or

2016
- Antwerps provinciaal kampioenschap tijdrijden
- 2e in 4e etappe Gracia Orlová

2017
- 8e in 2e etappe Energiewacht Tour

2019
- Antwerps provinciaal kampioenschap tijdrijden

Beckers · Cure · Dalton · D'Hoore · De Vocht · Decroix · Hoffmann · Meyvisch · Pooley · Rijkes · Rousse · Söderberg · Van Severen · Vekemans · Verhaest
Beckers · Daams · Decroix · De Vuyst · Delzenne · Hoffmann · Kachelhoffer · Knol · Kopecky · Lichtenberg · Rijff · Vanhoutte · Vekemans · Zorzi
Alzini · Bastianelli · Ensing · Hosking · Kasper · Paladin · Santesteban · Stefani · Taylor · Trevisi · Tušlaitė · Vekemans
Bastianelli · Ensing · Frometa Leonard · Hagiwara · Hosking · Kasper · Knetemann · Paladin · Santesteban · Stefani · Swinkels · Trevisi · Tušlaitė · Vekemans